# Пам'ятник на честь Акту Злуки УНР та ЗУНР 22 січня 1919 року (Дніпро)
Пам'ятник на честь Акту Злуки УНР та ЗУНР 22 січня 1919 року — перший у Дніпрі пам'ятник на честь вшанування Акту Злуки УНР та ЗУНР на Соборній площі м. Дніпро.

## Історія пам'ятника
Об'єднання Української Народної Республіки і Західноукраїнської Народної Республіки для утворення єдиної (соборної) української держави відбулося 22 січня 1919 року в Києві, на Софійській площі. На честь цієї історичної події український вірмен Гарнік Хачатрян — український скульптор вірменського походження — створив пам'ятник на честь Акту Злуки УНР та ЗУНР 22 січня 1919 року. Місце для пам'ятного знака обрали не випадково — неподалік на площі поховані 14 воїнів УНР, які воювали в полку «Січових стрільців — Вільних козаків». Цю площу називають «символічним місцем єднання Сходу та Заходу». 
Наразі відомі прізвища лише двох загиблих з полку січових стрільців — вільних козаків, які поховані у братській могилі, — сотник Лугін та сотник Златоустов.

## Відкриття пам'ятника
22 січня, під час святкування 98-ї річниці Акта Злуки України, на Соборній площі Дніпра відкрили пам'ятний хрест на честь об'єднання УНР та ЗУНР. Це перший у місті пам'ятник воїнам УНР, які майже століття тому загинули в боях за Дніпро. У відкритті пам'ятника на честь Акту Злуки УНР та ЗУНР 22 січня 1919 року взяли участь міський голова Дніпра Борис Філатов, представники обласної влади, керівний склад оперативного командування «Схід» і повітряного командування «Схід», народні депутати України, представники політичних партій, духовенства, громадськості, сотні мешканців обласного центру та військовослужбовці місцевого гарнізону. Люди принесли на площу українські прапори та вдягнули жовто-блакитні стрічки. Право відкрити пам'ятник надали міському голові Дніпра Борису Філатову та народному депутату України Андрієві Денисенку.
Під час свята також виступив відомий український співак Олег Скрипка. Він виконав пісню «Зродились ми». За словами артиста, ця пісня у стилізованій обробці є маршем нової української армії. «Я дуже вдячний патріотам України, які започаткували таку прекрасну ініціативу й запросили мене сьогодні сюди», — Олег Скрипка

## Опис
Форма пам'ятника нагадує хрест, який використовувався в нагородах і знаках УНР. На монументі зображені український герб і меч.